# Стефан Гайдов
Стефан Гайдов (на македонска литературна норма: Стефан Гајдов) е виден композитор, диригент и музикален педагог от Социалистическа република Македония.

## Биография
Роден е на 8 юни 1905 година във Велес, тогава в Османската империя. В 1922 година заедно с Живко Фирфов формират певческото дружество „Гром“. В 1929 година завършва средно музикално образование в Белград, столицата на Кралството на сърби, хървати и словенци, в което в 1918 година попада Велес. В 1929 - 1932 година преподава музика във велешката гимназия и ръководи хора „Йека са Вардара“ (Ехо от Вардар). От 1932 до 1941 година преподава в гимназията във Вуковар, Славония, и ръководи училищния хор и оркестър, както и хора „Радиша“ в квартал Борово.
След разгрома на Югославия през април 1941 година и пръсъединяването на Вардарска Македония към Царство България, Гайдов става учител по музика и хоров диригент в Скопската българска девическа гимназия.
След края на войната е сред основоположниците на музикалния живот в югославската Народна република Македония. Преподава в теория и пиано средното музикално училище в Скопие и ръководи хоровете „Владо Тасевски“, „Кочо Рацин“, Университетския хор, Хора на Югославската народна армия, Хора на Радио Скопие и Хора на просветните работници. От 1951 до 1952 година е директор на Операта на Македонския народен театър, а след това става директор на Десетгодишното музикално училище в Скопие (1955 - 1970).
Гайдев е автор на учебници по нотно пеене за музикалните и общообразователните училища. В предвоенния период прави сбирки с хармонизирани народни песни: „Леле Яно“, „Ейди Недо“, „Гора и юнак“ и други. Автор е и на солови, камерни, камернооркестърни творби, както и на филмова музика. Участва в организирането на всички професионални музикални дружества в страната.
Умира на 18 юни 1982 година в Охрид.